# 露氏無齒脂鯉
露氏無齒脂鯉，為輻鰭魚綱脂鯉目脂鯉亞目無齒脂鯉科的其中一個種，分布於南美洲亞馬遜河、奧里諾科河流域，體長可達14.4公分，棲息在河川中底層水域，生活習性不明。